# Physocephala texana
Physocephala texana är en tvåvingeart som först beskrevs av Samuel Wendell Williston  1882.  Physocephala texana ingår i släktet Physocephala och familjen stekelflugor. Inga underarter finns listade i Catalogue of Life.